# Printemps écologique
Printemps écologique est une association et une confédération syndicale sectorielle française fondée en 2020. Parmi les objectifs affichés figure une volonté de transformer de l'intérieur le monde du travail, pour l'adapter aux enjeux environnementaux contemporains.

## Genèse
L'initiative « Pour un printemps écologique » est lancée à Paris le 23 janvier 2020 sous la forme d'une association d’intérêt général qui promeut l'élargissement des négociations collectives aux thématiques écologiques contemporaines. Elle vise à développer un mouvement dit éco-syndical en s'appuyant sur des groupes locaux sur le territoire français.
Le 1er mai 2020, l'association lance un appel pour que l'urgence climatique soit inscrite dans le Code du travail et entame la constitution des premières branches sectorielles de ce mouvement syndical.
En mai 2020, les premiers adhérents sont officiellement syndiqués, dans le secteur des services, du conseil et des études et dans le secteur métallurgie-sidérurgie. Au plan géographique, les adhérents travaillent notamment autour de Paris, Bordeaux, Lyon et Toulouse.
Le mouvement affiche l'ambition de « réinventer l'outil syndical pour accélérer la transition écologique et sociale ».

## Historique

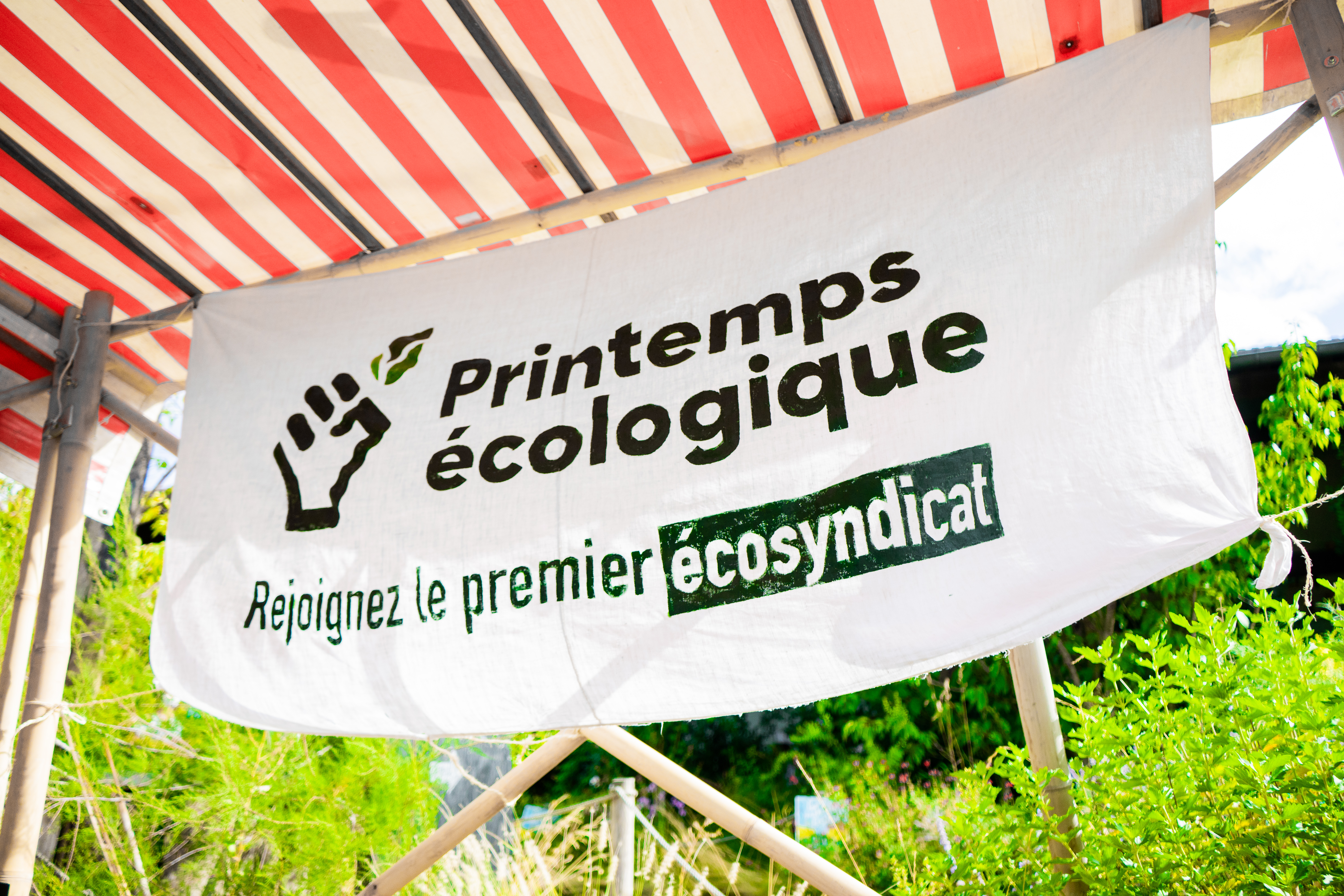
Banderole utilisée par le syndicat en 2020.

En septembre 2020, à la réouverture des élections professionnelles, deux adhérents sont élus en tant que candidats libres au Comité social et économique d'Almond. Ce sont les premiers élus du Printemps écologique.
En octobre 2020,, une tribune publiée par Le Journal du dimanche et Ouest-France intitulée "Agir pour la planète, c'est sauver nos emplois" reçoit le soutien d'un collectif de 60 organisations non gouvernementales, dont France Nature Environnement, On Est Prêt, le Mouvement de l'Écologie Populaire, Ticket for Change, le REFEDD, le Mouves, l'Institut Rousseau, No Plastic in My Sea, et Halte à l'obsolescence programmée.
En janvier 2021, le Printemps écologique revendique la constitution de 9 syndicats, plus de 60 bénévoles actifs, plus de 250 cotisants et élus et près de 4 000 sympathisants. Il annonce qu'une assemblée fédérale constitutive réunira les premiers éco-syndicats au printemps 2021[réf. nécessaire].
En février 2021, le mouvement s'associe au dispositif "Emplois verts pour tous" lancé par l'Institut Rousseau et Hémisphère gauche.
En mars 2021 se tient la première assemblée fédérale constitutive de l'union syndicale. Les neuf premiers syndicats constitués forment une fédération de syndicats de travailleurs. Cet événement est salué par le président de France Nature Environnement et Jean-François Julliard, Directeur Général de Greenpeace.
Pour le 1er mai 2022, et à l'occasion des 2 ans d'ancienneté de certains de ses syndicats de secteur, le Printemps écologique coorganise la première édition des Rencontres de l’écologie et du travail avec les associations OuiShare et Les Collectifs. Ce festival a lieu à La Cité Fertile à Pantin. Il rassemble, sur trois jours, environ 3 000 personnes, dont des personnalités comme Laurent Berger, Jean-François Julliard, et Priscillia Ludosky, figure du mouvement des Gilets jaunes.
En 2022, le syndicat dispose de sept listes élues avec au minimum 10 % des suffrages exprimés. Il compte 300 adhérents et 10 organisations sectorielles,.
En 2023, année importante de renouvelement des CSE, le syndicat dépasse les 400 adhérents, et est représentatif dans plus de 50 organisations publiques et privées. Il embauche alors 5 personnes.
En mai 2024, la porte parole de la fédération syndicale, Anne Le Corre, est interviewée par France Inter. Le Printemps écologique est représentatif dans plus de 60 organisations tout secteurs confondus.

## Positionnement
Dans une interview du média Le Vent Se Lève, l'un des fondateurs résume les objectifs du mouvement de la façon suivante : démocratiser l’entreprise et responsabiliser ses parties prenantes, adapter la politique de l'emploi, la protection sociale et la formation professionnelle aux nouvelles réalités écologiques, orienter les choix technologiques vers la préservation des ressources et de la biodiversité, relocaliser les outils de production pour dynamiser les territoires, accorder le travail avec le vivant pour mieux se nourrir, se déplacer, travailler et vivre.
Le mouvement se présente comme favorable aux emplois verts et à une décroissance sélective, celle des filières les plus polluantes.